# Бэйцзин Олимпианс
«Бэйцзин Олимпианс» (англ. Beijing Olympians) — бывший китайский баскетбольный клуб, выступавший в Северном дивизионе Китайской баскетбольной ассоциации (КБА), в АБА и ПБЛЗП. Представляет город Пекин, КНР.

## История

### В КБА (1999—2004)
В течение двух сезонов команда играла под названием Вангард Аошен; команда возникла в результате слияния двух пекинских клубов: Вангарда и Аошен. Иногда вместо этого названия использовалась китайская версия Канвей Аошен. Вскоре команда начала называться Бэйцзин Аошеном или Бэйцзин Олимпиансом.
У команды Вангард была долгая история. Команда была основана в 1950-х годах и имело некоторый успех во внутреннем чемпионате в эти годы. Команда играла свой первый сезон КБА в 1995—1996 годах, но в дебютном сезоне финишировала последней из 12 команд и выбыла из чемпионата. Между тем Аошен был основан в 1997 году как Бэйцзин Аошенг, и в 1998 году команда выиграла второй дивизион и получила путёвку в КБА. Вскоре после этого команда представляла Китай в Кубке чемпионов Азии и выиграла его.
Свой дебютный сезон в КБА Бэйцзин Аошен проводил в сезоне 1998–1999 годов. Ключевым игроком команды стал Ма Цзянь. Беспрецедентном шагом для клуба стала назначение тренером женщины - Ли Синья, которая таким образом стала самой первой женщиной-тренером в КБА. Но вскоре после пяти игр она была уволена и заменена американским тренером Майком Макги, который тем самым стал первым иностранным тренером в КБА. Несмотря на это команда закончила чемпионат в полуфинале, проиграв Баи Рокетс.
В следующим сезоне команда слилась с Вангардом и окончила чемпионат на шестом месте. В сезоне 2000—2001 они продолжили бороться за чемпионство.  В середине сезона главная звезда команды Ма Цзянь был исключен из команды. После этого команда закончила чемпионат на седьмом месте.
В сезоне 2003–2004 команда закончила регулярный чемпионат 7-м из 12 команд. В четвертьфинале плей-офф команда проиграла Цзянсу Дрэгонс.

### Отстранение от КБА
17 мая 2004 года из-за отказа отпустить на сборы молодёжной сборной Сунья Юэ команда Бэйцзин Олимпианс была временно отстранена от КБА. 25 мая 2004 года КБА объявила что в чемпионате вместо Олимпианс будеть играть победитель второго дивизиона 2004 года. Победителем второго дивизиона в том году стал Юннан Буллз.
В это время Олимпианс в Тайване играл товарищеские матчи с командами второго дивизиона.

### В АБА (2005—2009)
В сезоне 2005–2006 КБА расширил чемпионат до 16 команд. В том году Олимпианс ввёл переговоры по возвращению в лигу. Переговоры потерпели неудачу, и в том сезоне в лиге играли только 15 команд.
После этого Бэйцзин Олимпианс в течение сезона 2005–06 присоединилась к вновь созданный АБА. 
Первый свой сезон команда играла в Подразделении Спенсера Хейвуда, в Красной конференции. Домашние игры команда играла не в Пекине, а в Мейвуде. В сезоне 2006—2007 команда переехала в Центр Феликса Эвента в Азусе. На следующий год домашние игры команда играла в Сингапуре. В сезоне 2008—2009 команда вернулась обратно в Калифорнию, на этот раз в город Роузмид.
В новой лиге команда смогла пройти четвертьфинал плей-оффа только один раз. Это случилось в сезоне 2006—2007 где клуб дошёл до финала своей конференции. В финале команда проиграла Техас Тикунсу.

### В ПБЛЗП (2009—2010)
После сезона 2008–2009 АБА клуб объявил о переходе Про Баскетбольную Лигу Западного Побережья (ПБЛЗП). Так как ПБЛЗП — весенняя баскетбольная лига, команда продолжала играть в АБА, окончив её зимой.

### Расформирование клуба
Бэйцзин Олимпианс была официально расформирована 4 декабря 2013 года. Объявление о расформировании не стало неожиданностью, после покупки клуба спорным и таинственным китайским магнатом недвижимости и миллиардером по имени Ли Су, внезапно умершего в середине сентября из-за острого инфаркта миокарда в возрасте 55 лет.

## Известные игроки
- Сунь Юэ
- Рой Тарпли